# Centrum Badawcze imienia Josepha Amesa

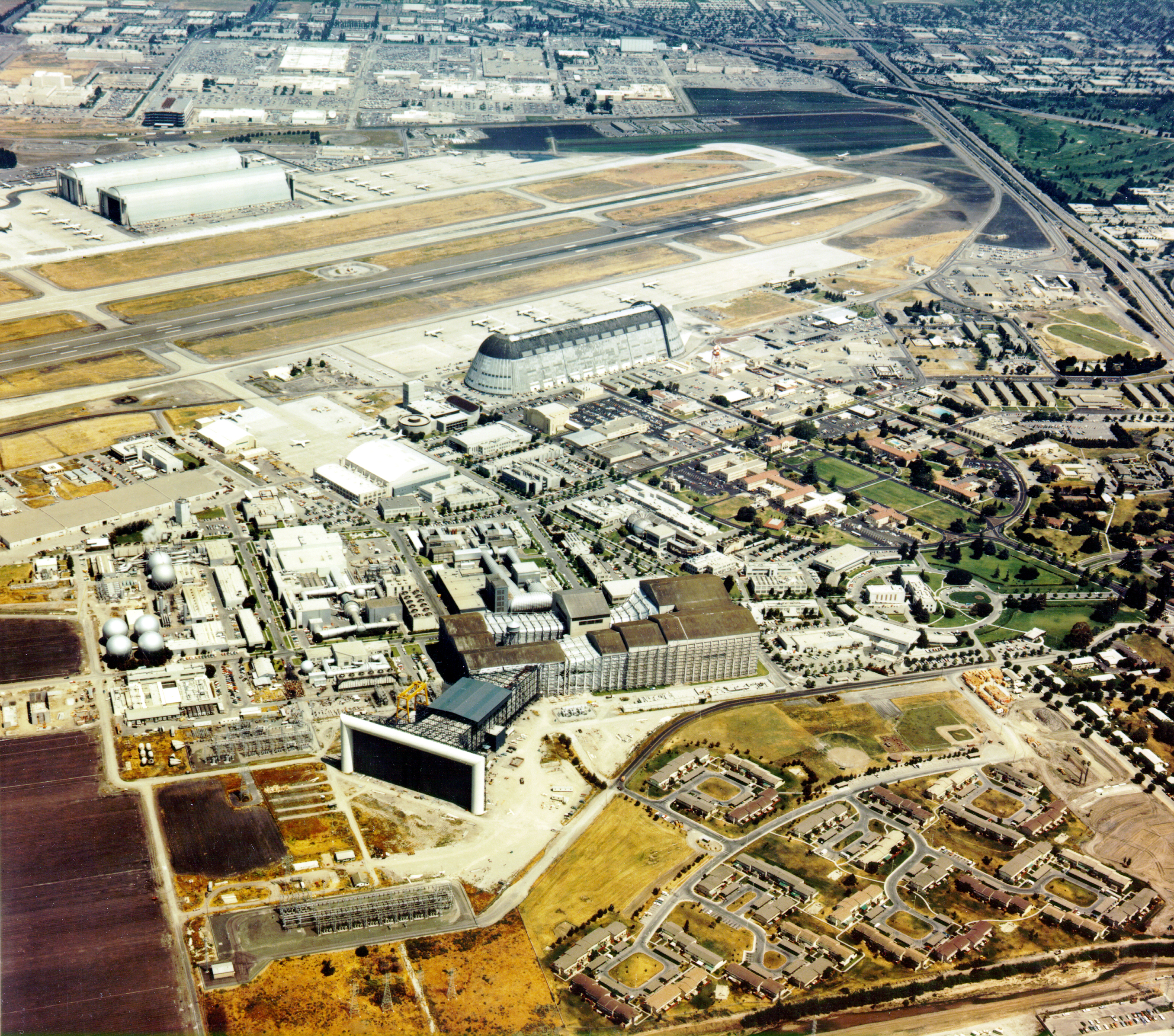
Widok z powietrza na Moffett Field i NASA Ames Research Center.

NASA Ames Research Center (skr. ARC) – ośrodek NASA zlokalizowany w Moffett Field w Kalifornii, placówka położona jest na granicy miast Mountain View i Sunnyvale.
Ośrodek zajmuje się badaniami w zakresie fizyki przestrzeni kosmicznej, magnetosfery, gazodynamiki, bioastronautyki, egzobiologii, informatyki i cybernetyki.
ARC zostało założone 20 grudnia 1939 roku, jako drugie laboratorium NACA (ang. National Advisory Committee for Aeronautics) i przeniesione do NASA w 1958. Lokacja Sunnyvale w Moffett Field została wybrana w październiku 1939 przez komitet Charlesa Lindbergha. Wybór został zatwierdzony aktem Kongresu Amerykańskiego z sierpnia 1939. Poprzednia nazwa ARC Ames Aeronautical Laboratory została nadana na cześć Josepha Amesa, prezydenta Uniwersytetu Johnsa Hopkinsa.